# Lorze
Lorze är ett vattendrag i Schweiz. Det ligger i den centrala delen av landet, 80 km öster om huvudstaden Bern.
Omgivningarna runt Lorze är en mosaik av jordbruksmark och naturlig växtlighet. Runt Lorze är det tätbefolkat, med 397 invånare per kvadratkilometer.